# National Football League stadionok listája
Ez a szócikk a National Football League (magyarul: Nemzeti Futball-Liga) stadionjainak listája, mely a létesítményeket befogadóképességük, elhelyezkedésük, és az őket használó csapatok sterint rangsorolja.

## Lista
| Állandó fedett tetővel rendelkező stadion | Elhúzható tetővel rendelkező stadion |

| #  | Stadion                       | Befogadó- képesség | Borítás                                 | Város              | Állam          | Hazai csapat(ok)              | Használatba vétel         |
| -- | ----------------------------- | ------------------ | --------------------------------------- | ------------------ | -------------- | ----------------------------- | ------------------------- |
| 1  | FedEx Field                   | 85 000             | Bermuda-fű                              | Landover           | Maryland       | Washington Commanders         | 1997                      |
| 2  | MetLife Stadion               | 82 566             | FieldTurf                               | East Rutherford    | New Jersey     | New York Giants New York Jets | 1976 (Giants) 1984 (Jets) |
| 3  | Arrowhead Stadion             | 76 416             | Bermuda-fű                              | Kansas City        | Missouri       | Kansas City Chiefs            | 1972                      |
| 4  | Invesco Field at Mile High    | 76 125             | Fű                                      | Denver             | Colorado       | Denver Broncos                | 2001                      |
| 5  | Hard Rock Stadion             | 76 500             | Bermuda-fű                              | Miami Gardens      | Florida        | Miami Dolphins                | 1987                      |
| 6  | Ralph Wilson Stadion          | 73 967             | AstroTurf GameDay Grass*                | Orchard Park       | New York       | Buffalo Bills                 | 1973                      |
| 7  | Bank of America Stadion       | 73 298             | Fű                                      | Charlotte          | Észak-Karolina | Carolina Panthers             | 1996                      |
| 8  | Cleveland Browns Stadion      | 73 200             | Fű                                      | Cleveland          | Ohio           | Cleveland Browns              | 1999                      |
| 9  | Lambeau Field                 | 72 928             | Natural Grass w/Synthetic Support Roots | Green Bay          | Wisconsin      | Green Bay Packers             | 1957                      |
| 10 | Dignity Health Sports Park    | 27 000             | Fű                                      | Carson             | Kalifornia     | Los Angeles Chargers          | 2003                      |
| 11 | Mercedes-Benz Stadion         | 71 000             | FieldTurf                               | Atlanta            | Georgia        | Atlanta Falcons               | 2017                      |
| 12 | Levi’s Stadion                | 56 207             | Fű                                      | San Francisco      | Kalifornia     | San Francisco 49ers           | 2013                      |
| 13 | M&T Bank Stadion              | 71 008             | Bermuda-fű                              | Baltimore          | Maryland       | Baltimore Ravens              | 1998                      |
| 14 | NRG Stadion                   | 71 500             | Fű                                      | Houston            | Texas          | Houston Texans                | 2002                      |
| 15 | Caesars Superdome             | 69 703             | Sportexe Momentum Turf*                 | New Orleans        | Louisiana      | New Orleans Saints            | 1975                      |
| 16 | Nissan Stadion                | 68 798             | Bermuda-fű                              | Nashville          | Tennessee      | Tennessee Titans              | 1999                      |
| 17 | Gillette Stadion              | 68 756             | FieldTurf                               | Foxborough         | Massachusetts  | New England Patriots          | 2002                      |
| 18 | Lincoln Financial Field       | 68 532             | Fű                                      | Philadelphia       | Pennsylvania   | Philadelphia Eagles           | 2003                      |
| 19 | TIAA Bank Field               | 67 164 [a]         | Bermuda-fű                              | Jacksonville       | Florida        | Jacksonville Jaguars          | 1995                      |
| 20 | Lumen Field                   | 67 000             | FieldTurf                               | Seattle            | Washington     | Seattle Seahawks              | 2002                      |
| 21 | Los Angeles Memorial Coliseum | 78 500             | Fű                                      | Los Angeles        | Kalifornia     | Los Angeles Rams              | 2016                      |
| 22 | AT&T Stadion                  | 80 000             | RealGrass*                              | Arlington          | Texas          | Dallas Cowboys                | 2009                      |
| 23 | Raymond James Stadion         | 65 857             | Bermuda-fű                              | Tampa              | Florida        | Tampa Bay Buccaneers          | 1998                      |
| 24 | Paul Brown Stadion            | 65 535             | FieldTurf                               | Cincinnati         | Ohio           | Cincinnati Bengals            | 2000                      |
| 25 | Heinz Field                   | 65 050             | Fű                                      | Pittsburgh         | Pennsylvania   | Pittsburgh Steelers           | 2001                      |
| 26 | Ford Field                    | 65 000             | FieldTurf                               | Detroit            | Michigan       | Detroit Lions                 | 2002                      |
| 27 | Hubert H. Humphrey Metrodome  | 64 111             | FieldTurf                               | Minneapolis        | Minnesota      | Minnesota Vikings             | 1982                      |
| 28 | State Farm Stadion            | 63 400             | Bermuda-fű                              | Glendale (Arizona) | Arizona        | Arizona Cardinals             | 2006                      |
| 29 | Allegiant Stadion             | 65 000             | Bermuda-fű                              | Las Vegas          | Nevada         | Las Vegas Raiders             | 1966                      |
| 30 | Lucas Oil Stadion             | 63 000 - 75 000    | FieldTurf                               | Indianapolis       | Indiana        | Indianapolis Colts            | 2008                      |
| 31 | Soldier Field                 | 61 500             | Bermuda-fű                              | Chicago            | Illinois       | Chicago Bears                 | 1924                      |
| *  | Aloha Stadion                 | 50 000             | Fű                                      | Honolulu           | Hawaii         | NFL Pro Bowl                  | 1980                      |